# Offseason – Insel des Grauens
Offseason – Insel des Grauens (Originaltitel: Offseason) ist ein Horrorfilm von Mickey Keating, der im März 2021 beim South by Southwest Film Festival seine Premiere feierte.

## Handlung
Nachdem Marie einen mysteriösen Brief erhalten hat, in dem sie gebeten wird, sich sofort um das geschändete Grab ihrer Mutter zu kümmern, begibt sie sich gemeinsam mit ihrem Freund George nach Lone Palm Island, wo sie begraben liegt. Da sie außerhalb der Saison anreisen, befinden sich keine Touristen auf der Insel, und erst im Frühjahr wird die Brücke, über die sie auf die Insel gelangt sind und gleich danach hochgezogen wurde, wieder geöffnet. Schnell wird Marie klar, dass auf der Insel irgendetwas nicht stimmt und sie findet sich in einem Albtraum wieder, aus dem es kein Entkommen zu geben scheint.

## Produktion

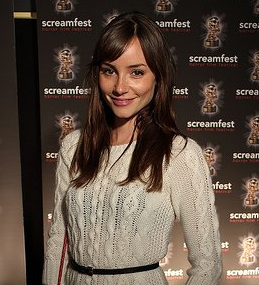
Jocelin Donahue spielt Marie Aldrich

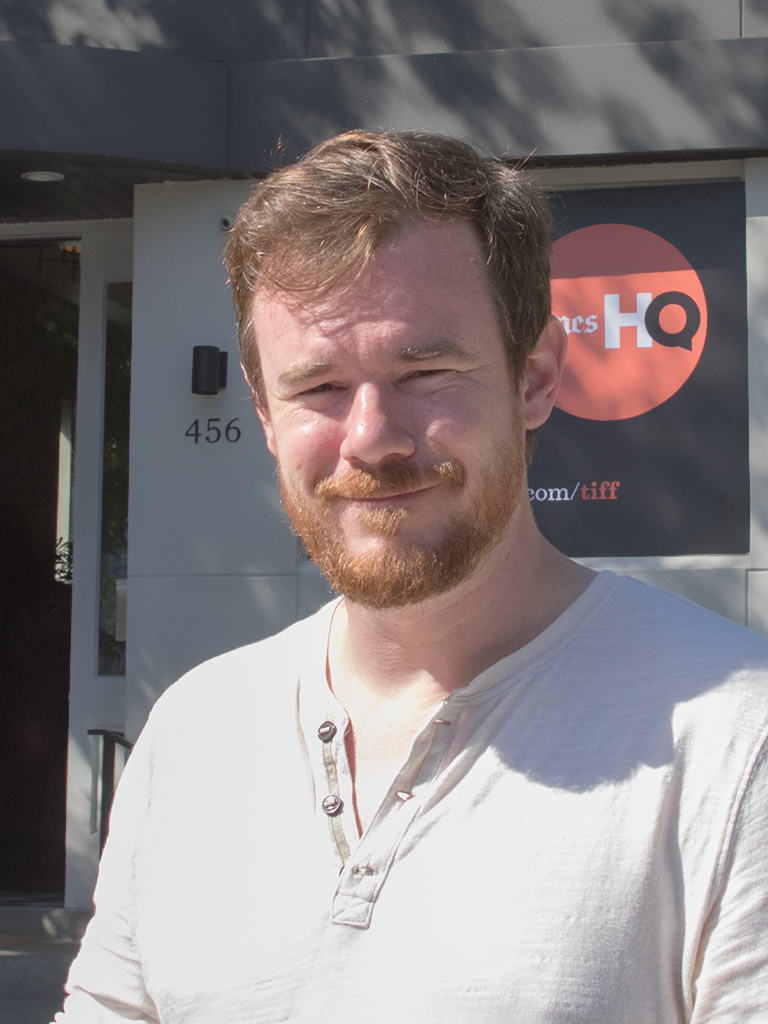
Joe Swanberg spielt George

Regie führte Mickey Keating, der auch das Drehbuch schrieb. Zu seinem Œuvre gehören sein knapp einstündiger Debütfilm Ultra Violence, der Horrorfilm Ritual mit Derek Phillips und Larry Fessenden in den Hauptrollen, der Science-Fiction-Film Pod mit Lauren Ashley Carter und Dean Cates in den Hauptrollen und Psychopaths und Carnage Park mit Ashley Bell und James Landry Hébert.
Die aus dem Horrorfilm The House of the Devil bekannte Jocelin Donahue spielt Marie Aldrich, Melora Walters deren Mutter Ava und Joe Swanberg ihren Freund George. Richard Brake ist in der Rolle des Brückenwärters zu sehen. 
Die Dreharbeiten fanden in und um New Smyrna Beach in Florida statt. Als Kameramann fungierte Mac Fisken, mit dem Keating zuletzt für Psychopaths zusammenarbeitete.
Die Weltpremiere erfolgte am 17. März 2021 beim South by Southwest Film Festival. Im Oktober 2021 wurde der Film beim Sitges Film Festival gezeigt. Ab 22. Oktober 2021 wird er beim Philadelphia International Film Festival vorgestellt.

## Rezeption

### Kritiken
Die Kritiken waren bislang gemischt.
Jenn Adams von Consequence of Sound schreibt, die größte Stärke von Mickey Keatings Film sei seine atmosphärische „Spookiness“. Der Film lasse den Drehort New Smyrna Beach in Florida mit langen Aufnahmen an dem windgepeitschten Strand und der menschenleeren Main Street wie eine Geisterstadt auf hoher See erscheinen. Dies evoziere, dass die Insel selbst gefährlich ist, und die North Causeway Bridge, die von Richard Brake in der Rolle des Brückenwärters verwaltet wird, wirke dabei wie eine visuelle Grenze, die die bedrohliche Isolation noch verstärkt. Auch das Strandlokal bemerkt Adams, in dem die Einheimischen in der Zeit eingefroren und nur auf ihre Gäste wartend scheinen, um bei deren Ankunft mit ihrer Show beginnen zu können.

### Auszeichnung
Sitges Film Festival 2021
- Nominierung im Official Fantàstic Competition (Mickey Keating)[4]